# Тейзвелл (Теннессі)
Тейзвелл (англ. Tazewell) — місто (англ. town) в США, в окрузі Клейборн штату Теннессі. Населення — 2348 осіб (2020).

## Географія
Тейзвелл розташований за координатами 36°27′47″ пн. ш. 83°33′57″ зх. д. / 36.46306° пн. ш. 83.56583° зх. д. (36.463110, -83.565706).  За даними Бюро перепису населення США в 2010 році місто мало площу 11,46 км², уся площа — суходіл.

## Демографія
Згідно з переписом 2010 року, у місті мешкало 2218 осіб у 947 домогосподарствах у складі 594 родин. Густота населення становила 193 особи/км².  Було 1048 помешкань (91/км²).
Расовий склад населення:
| - 94,4 % — білих - 2,5 % — чорних або афроамериканців - 0,7 % — азіатів - 0,2 % — корінних американців |

До двох чи більше рас належало 2,0 %. Частка іспаномовних становила 1,1 % від усіх жителів.
За віковим діапазоном населення розподілялося таким чином: 20,6 % — особи молодші 18 років, 58,5 % — особи у віці 18—64 років, 20,9 % — особи у віці 65 років та старші. Медіана віку мешканця становила 42,1 року. На 100 осіб жіночої статі у місті припадало 85,1 чоловіків;  на 100 жінок у віці від 18 років та старших — 77,7 чоловіків також старших 18 років.
Середній дохід на одне домашнє господарство  становив 36 763 долари США (медіана — 26 786), а середній дохід на одну сім'ю — 47 390 доларів (медіана — 34 541). За межею бідності перебувало 29,3 % осіб, у тому числі 43,3 % дітей у віці до 18 років та 20,0 % осіб у віці 65 років та старших.
Цивільне працевлаштоване населення становило 711 осіб. Основні галузі зайнятості: освіта, охорона здоров'я та соціальна допомога — 25,5 %, виробництво — 23,1 %, оптова торгівля — 12,1 %, фінанси, страхування та нерухомість — 8,9 %.